# Batalla de Globe Tavern

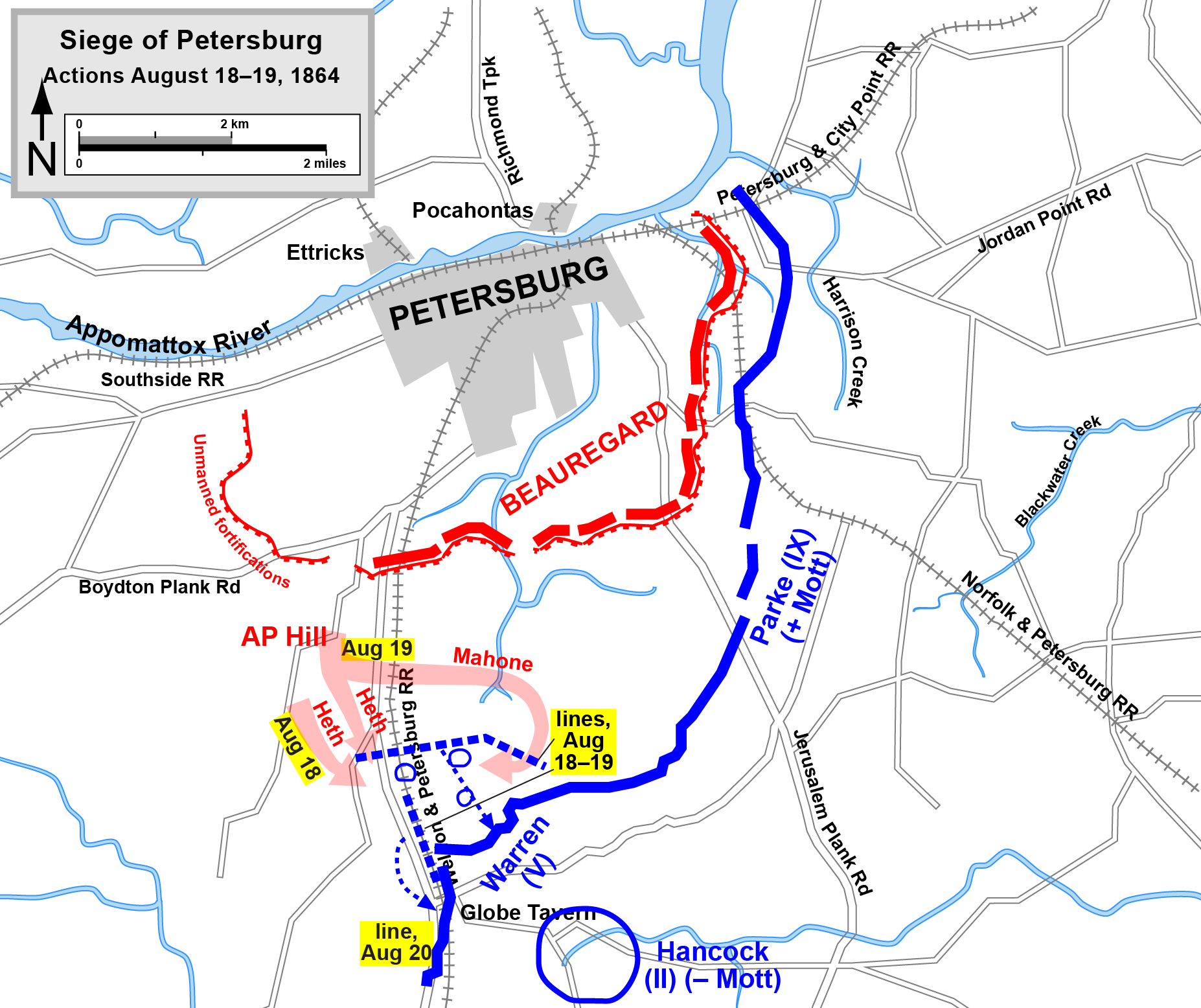
Asedio Petersburg, captura del ferrocarril Weldon, agosto 18–19

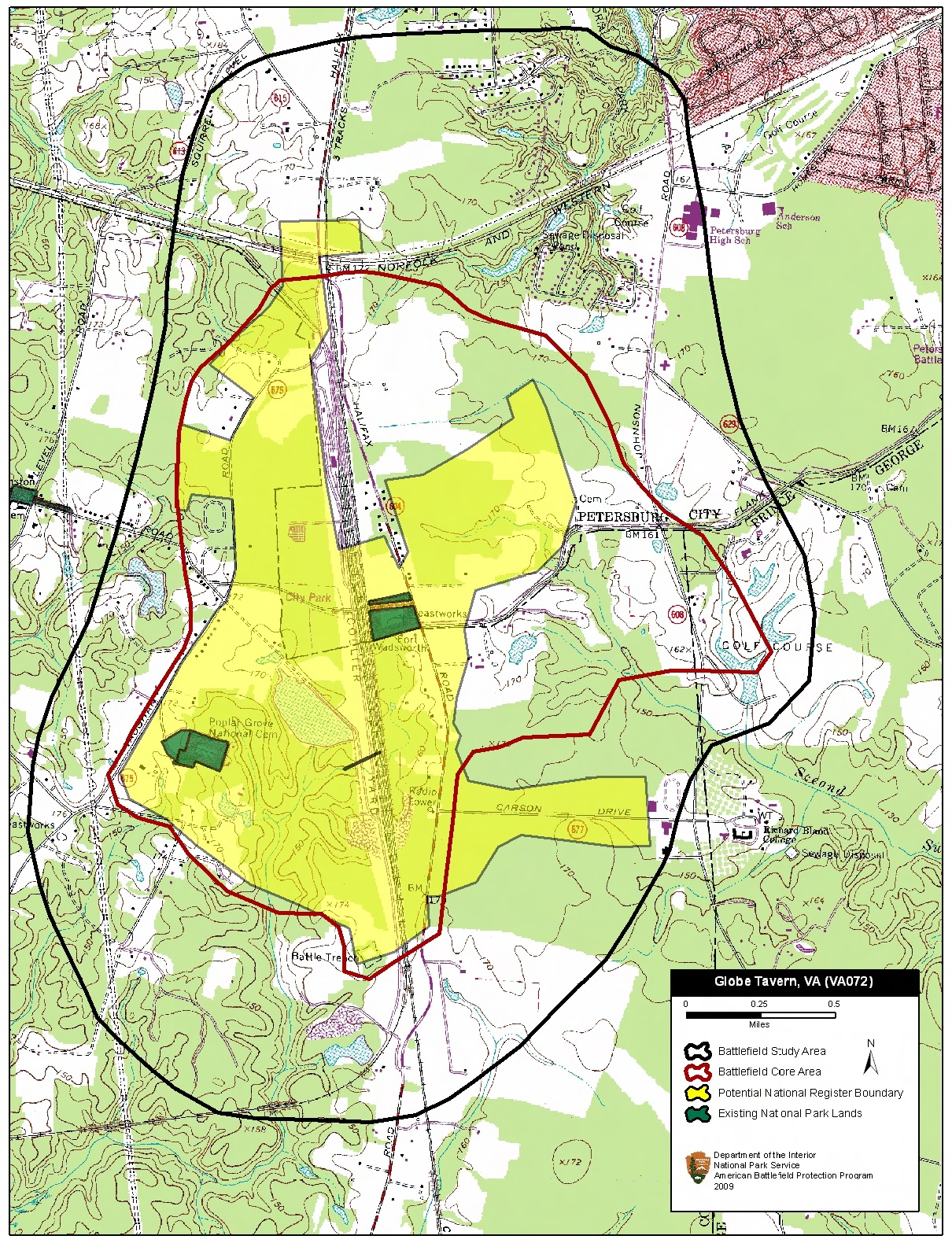
Mapa del campo de batalla de Globe Tavern y el estudio de áreas por el American Battlefield Protection Program.

La batalla de Globe Tavern, también conocida como la segunda batalla del ferrocarril de Weldon, fue una batalla que ocurrió del 18 a 21 de agosto de 1864, al sur de Petersburg, Virginia , fue el segundo intento del ejército de la Unión para cortar el ferrocarril de Weldon durante el asedio de Petersburg de la guerra civil estadounidense. Una fuerza de la Unión bajo el general Governeur K. Warren destruyó millas del ferrocarril y soportó los fuertes contraataquess de la Confederación tropas bajo el general P.G.T. Beauregard y el teniente general A.P. Hill. 
Fue la primera victoria de la Unión en la campaña de Petersburg y obligó a los confederados desde entonces a llevar a sus equipos 30 millas (48 km) utilizando vagones a causa de las nuevas líneas de la unión que se extendieron así más al sur y al oeste.

## Preludio
Después de haber iniciado el cerco de Petersburg a principios de junio de 1864, el teniente general Ulysses S. Grant comenzó hacer movimientos para cortar las vías férreas que conducían a la ciudad y que estaban al sur de la ciudad. El primer envío de tropas contra el ferrocarril de Weldon a finales de junio, sin embargo, fue bloqueado por las fuerzas confederadas en la batalla de Jerusalén Plank Road. 
Aun así Grant decidió intentarlo otra vez. Para ello decidió planificar nuevas operaciones al mando del mayor general Winfield S. Hancock del II Cuerpo al norte del río James a principios de agosto para golpear a las defensas de Richmond. A pesar de que no creía que los ataques podrían conducir a la captura de la ciudad, Grant esperaba aun así sacar a parte de las tropas de Petersburg y también forzar al general Robert E. Lee a reclutar tropas enviadas al Valle de Shenandoah para detenerlo. Si tenía éxito con esa diversión, esto abriría, según el plan de Grant, la puerta para un avance contra el ferrocarril de Weldon por el V Cuerpo del mayor general Warren. 
Cruzando el río, los hombres de Hancock empezaron la segunda batalla de Deep Bottom el 14 de agosto y aunque Hancock no logró un gran avance, él tuvo el esperado éxito en su distracción para que Grant pudiese enviar a Warren hacia Weldon.

## La batalla

### Avance de la Unión
Con Lee al norte del río James a causa de la distracción, el mando de las defensas de Petersburg fue a parar hacia las manos del general Beauregard, mientras que Warren avanzó en la madrugada del 18 de agosto con sus hombres hacia el sureste por caminos fangosos encontándose con poca resistencia. Alcanzó el ferrocarril de Weldon en el Globe Tavern alrededor de las 9:00 de la mañana y ordenó a la división del general de brigada Charles Griffin a comenzar a destruir la línea de ferrocarril, mientras que dio la orden a la división del general de brigada Romeyn Ayres de posicionarse al norte de esa brigada para proteger esa tarea.
Al hacerlo ellos obligaron a una pequeña fuerza de caballería de la Confederación posicionada allí a retirarse del lugar, la cual informó de inmediato al general Beauregard. Alertado así de que los federales estaba en Weldon, Beauregard ordenó entonces al teniente general A. P. Hill, que estaba más cerca, de sacarlos del lugar de inmediato.

### Contraataque de la Confederación
Avanzando hacia el sur, Hill dirigió dos brigadas de la división del mayor general Henry Heth y una de la división del mayor general Robert Hoke para atacar a las tropas de la Unión. A la 1 de la tarde, las fuerzas confederadas se encontraron con las tropas de Ayres. Warren entonces ordenó a la división del general de brigada Samuel Crawford a desplegarse en el flanco derecho de la Unión con la esperanza de que podía flanquear la línea de Hill. Avanzando a las 2 de la tarde, las fuerzas de Hill atacaron a Ayres y a Crawford, haciéndoles retroceder hacia Globe Tavern. Como reacción, Warren contraatacó y pudo recuperar la mayor parte del terreno perdido.
Al caer la noche, Warren ordenó a su cuerpo de atrincherarse durante la noche. En esa noche, tropas del IX Cuerpo bajo el mayor general John Parke empezaron a reforzar a Warren como resultado del regreso de las tropas de Hancock a las líneas de Petersburg después de la batalla en Deep Bottom. Mientras tanto, al norte, Hill recibió como refuerzos a tres brigadas dirigidas por el mayor general William Mahone, así como la división de caballería del general de WHF “Rooney” Lee. Debido a las fuertes lluvias que hubo a la mañana de 19 de agosto, la lucha fue esporádica. Todo cambió cuando el tiempo mejoró por la tarde. Entonces Mahone atacó la derecha de la Unión mientras que Heth atacó a Ayres en el centro.

### Gran derrota y victoria de la Unión
Si bien el ataque de Heth se detuvo con relativa facilidad, Mahone encontró una brecha entre el flanco derecho de Crawford y la línea principal de la Unión hacia el este. Viendo la oportunidad, Mahone atacó esa brecha y destrozó la parte derecha de la Unión capturando así a casi dos brigadas unionistas. En su desesperación de reunir a los hombres que todavía le quedaban Crawford fue casi capturado. Estando el V Cuerpo al borde del colapso, dos divisiones del IX Cuerpo avanzaron por el flanco derecho y montaron un contraataque desesperado contra Mahone que culminó en una lucha cuerpo a cuerpo. Esta acción rescató la situación y permitió a las fuerzas de la Unión mantener su línea hasta el anochecer aunque habiendo perdido el equivalente a una pequeña división.
Al día siguiente fuertes lluvias cayeron sobre el campo de batalla. Consciente de que su posición era ahora tenue, Warren utilizó la pausa en los combates para la construcción de una nueva línea de trincheras aproximadamente dos millas al sur que iría paralelo al ferrocarril por su lado izquierdo para luego girar 90 grados más arriba y justo encima de Globe Tavern. Una vez terminado Warren ordenó al V Cuerpo a retirarse de su posición avanzada hacia las nuevas trincheras. Cuando el buen tiempo regresó en la mañana del 21 de agosto, Hill avanzó hacia el sur para atacar de nuevo.
Acercándose hacia las fortificaciones de la Unión, que esta vez eran más cortas y por ello no tenían brecha, además de tener buena concentración de artillería, Hill ordenó a Mahone a asaltar el flanco izquierdo de la Unión mientras que Heth atacaría el centro. El asalto de Heth fue repelido fácilmente gracias a la artillería de la Unión, mientras que Mahone, avanzando desde el oeste se empantanó en una zona boscosa pantanosa frente a la posición de la Unión. De esa manera sus tropas cayeron bajo el fuego intenso de la artillería y de los rifles unionistas. Como consecuencia el ataque falló y aunque los hombres del general de brigada de Johnson Hagood llegaron a las líneas de la Unión y abrir allí una brecha, ellos aun así tuvieron que retirarse ante los contraataques de la Unión. Hill, vencido, se vio obligado a retirarse.

## Consecuencias
En los combates en la batalla de Globe Tavern, las fuerzas de la Unión sufrieron 251 muertos, 1.148 heridos y 2.897 capturados o desaparecidos. La mayor parte de los prisioneros de la Unión fueron hechos cuando la división de Crawford fue flanqueada el 19 de agosto. Las pérdidas confederadas eran 211 muertos, 990 heridos y 419 capturados o desaparecidos.
Fue una victoria estratégica clave para Grant. Gracias a la batalla de Globe Tavern las fuerzas de la Unión pudieron posicionarse permanentemente en el ferrocarril de Weldon. La pérdida del ferrocarril cortó la línea de suministro directo de Lee a Wilmington, Carolina del Norte, el último puerto abierto de la Confederación, por lo que los materiales que venían desde el puerto tuvieron que sacarlos desde entonces de los vagones más al sur para transportarlos hacia el camino de Boydton Plank. Con ganas de eliminar el uso de la línea de Weldon por completo, Grant ordenó a Hancock a atacar Ream's Station hacia el sur.
Los esfuerzos de Grant de aislar Petersburg continuaron durante el otoño y el invierno antes de que culminasen en la caída de la ciudad en abril de 1865.